# Cuevas de los Cien Pilares
Las Cuevas de los Cien Pilares comprenden un complejo de cavidades excavados bajo la roca y localizadas en la ciudad de Arnedo,(La Rioja) de lo que presumiblemente pudo ser el Monasterio Rupestre de San Miguel, en Arnedo. La visita al complejo, incluye además la visita al Centro de Interpretación de la Vida en las Cuevas, que realiza un repaso del modo de vida de cientos de familias arnedanas hasta mediados del siglo XX a través de cuevas vivienda o cuevas excavadas con fines económicos.
Las Cuevas de los Cien Pilares son un ejemplo de arquitectura rupestre y forman parte de los Caminos del Arte Rupestre Prehistórico (CARP)

## El Valle del Cidacos
La peculiar orografía del valle medio del Cidacos, y más concretamente en Arnedo, aporta un color rojizo al paisaje, debido a la presencia de arenisca y arcilla en los distintos cerros que rodean a la ciudad. La escasa dureza de estas rocas, ha propiciado que, a lo largo de la historia, el hombre haya excavado cuevas en ella con diversos fines: de refugio, religiosos, económicos…, dando lugar a un espectacular fenómeno rupestre que le da personalidad y singularidad al entorno. 

## Las cuevas de los Cien Pilares
Bajo el Cerro de San Miguel se encuentra el que sin duda es el complejo más intrincado y asombroso de todo el Valle del Cidacos: la Cueva de los Cien Pilares. Su origen se remonta a la Edad Media cuando la inseguridad en los valles obligó a sus habitantes a buscar refugio en lugares más seguros, en la montaña o literalmente “bajo ella”. 
Se trata de un conjunto de galerías y estancias comunicadas entre sí, con techos sostenidos por pilares y cuyas oquedades, puertas y ventanas abiertas en su fachada constituyen una impresionante y reconocible estampa.
En época altomedieval albergaron, muy probablemente,  en sus estancias el Monasterio de San Miguel. Sabemos que en el S. XI existía un monasterio en Arnedo, ya que en 1063 el entonces Señor de Arnedo, Sancho Fortunionis, lo lega en su testamento al Monasterio de San Prudencio en Monte Laturce. Al no existir restos de arquitectura medieval en el Cerro de San Miguel (salvo los de la ermita del mismo nombre en su cima) es factible pensar que las estancias y galerías de este impresionante complejo rupestre pudieron albergar ese monasterio del que nos habla el Señor de Arnedo

## Centro de Interpretación de la vida en las cuevas
En el centro de Interpretación se han recreado una cueva vivienda y otros espacios vinculados a fines económicos. 
A mediados del siglo XX pervivían en Arnedo alrededor de 200 casas-cuevas aglutinadas en barrios, que fueron abandonándose paralelamente al desarrollo económico y social de la ciudad. Se trata de viviendas confortables ya que su principal característica es mantener la temperatura constante  durante todo el año en torno a 15 °C.
La estructura de estas sencillas viviendas era similar: un caño o pasillo central desde el que se distribuían todas las estancias de la casa: cocina, siempre con ventilación natural, alcobas y cuadra. Cada año se realizaban labores de encalado que les aportaba limpieza, higiene, luminosidad y seguridad.
Hasta el desarrollo de la industria del calzado, sobre todo a partir de los años 40,  la economía arnedana se basaba  fundamentalmente en la agricultura y por ello existen muchos tipos de cuevas vinculadas al uso agrícola y ganadero: bodegas, corrales, abejeras, leñeras, pajares, palomares...

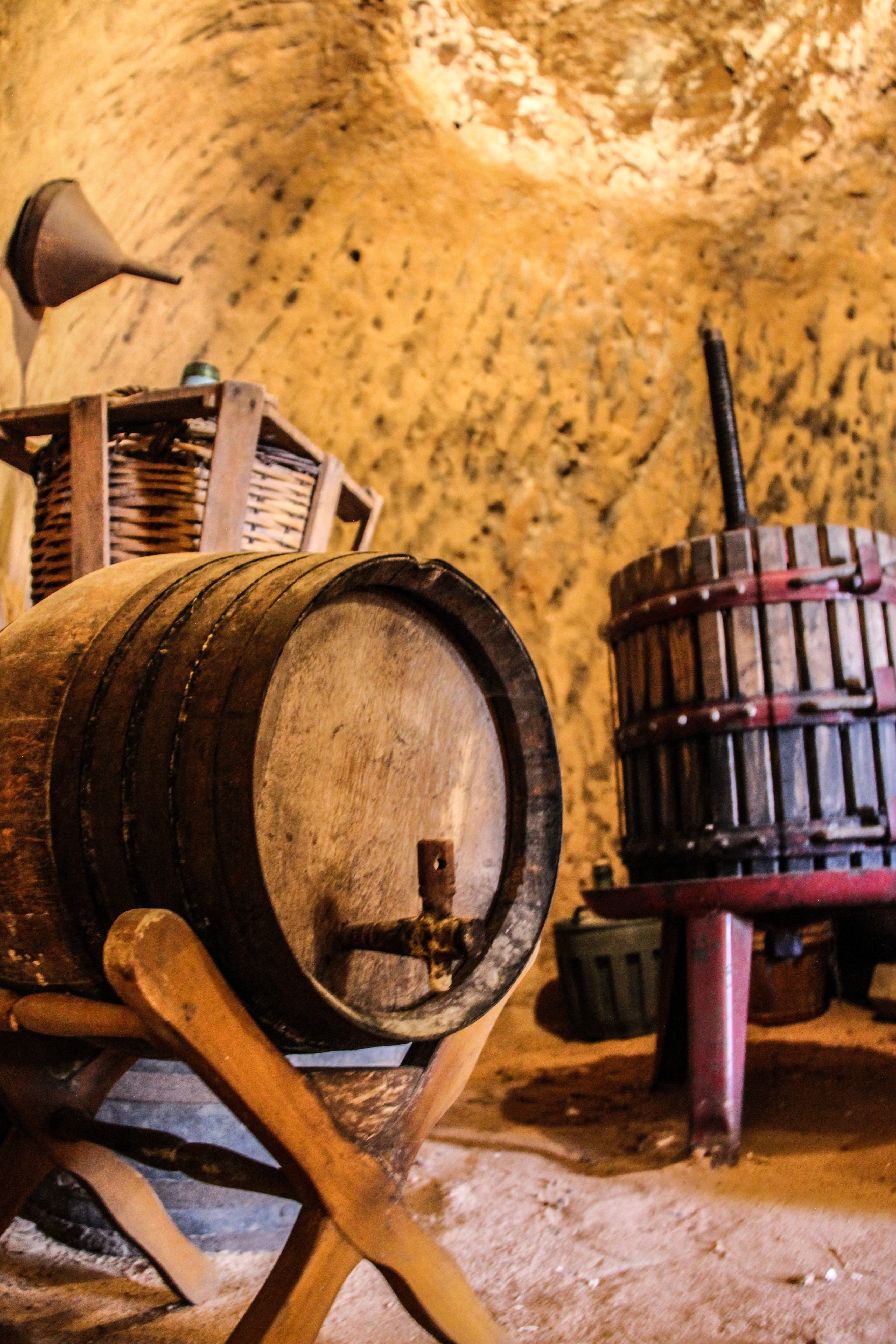
Bodega en el Centro de Interpretación de la Vida en las Cuevas

## Adecuación turística
En el año 2014, se realiza una pequeña adecuación de un tramo de titularidad privada de la Cueva de los Cien Pilares que permite empezar a visitar un tramo de esta, pero no será hasta el año 2016, cuando se realicen las labores de adecuación de todo el complejo, así como el centro de interpretación, constituyendo una visita de unas dos horas de duración que realiza un repaso por la historia de la ciudad. En el año 2020 la visita se amplía completando un reocorrido que permite realizar una visita mucho más interactiva por los usos que históricamente han tenido estas cavidades. 
Este elemento puede visitarse únicamente a través de visitas guiadas que se reservan en la Oficina de Turismo de Arnedo, situada en el edificio Nuevo Cinema, en el teléfono 941 380 128, o a través de whatsapp en el 609 420 560. 